# Brinon-sur-Beuvron
 Brinon-sur-Beuvron  es una comuna (municipio) de Francia, en la región de Borgoña, departamento de Nièvre, en el distrito de Clamecy. Es el chef-lieu del cantón de su nombre, aunque Guipy y Saint-Révérien la superan en población.
Su población en el censo de 1999 era de 211 habitantes.
Está integrada en la Communauté de communes du Val du Beuvron.

## Demografía
| 276 | 284 | 273 | 253 | 259 | 211 |
| Para los censos de 1962 a 1999 la población legal corresponde a la población sin duplicidades (Fuente: INSEE [Consultar]) |     |     |     |     |     |